# Святой Пётр (линейный корабль, 1720)
«Святой Пётр» или «Святой Пи́тер» — 80-пушечный парусный линейный корабль 2 ранга Балтийского флота Российской империи, участник Великой Северной войны. Находился в составе действующего флота с 1721 по 1727 год, совершал плавания в акватории Балтийского моря и Финского залива, принимал участие в манёврах флота в Финском заливе и использовался для обучения экипажа. Большую часть службы находился в готовности в Кронштадте, где по негодности и был разобран в 1736—1740 годах.

## Название корабля
В различных документах периода службы корабль именовался двумя формами названия: русской «Святой Пётр» и голландским вариантом «Святой Питер».
Корабль был одним из 18 парусных и парусно-гребных судов Российского императорского флота, носивших наименование «Святой Пётр» (см. их полный список). Такое же наименование носили: личная яхта Петра I и 5 одноимённых парусных линейных кораблей Балтийского флота 1741, 1760, 1786, 1794 и 1799 годов постройки; в составе Охотской флотилии служил пакетбот 1740 года постройки, участник Второй Камчатской экспедиции.

## Проект и история строительства
Летом 1709 года, после разгрома шведской армии под Полтавой и Переволочной, главным театром боевых действий Северной войны стало Балтийское море, на котором господствовал шведский флот, многократно превосходивший силы молодого и ещё слабого русского линейного флота. Отсутствие более мощного линейного флота серьёзно ослабляло военно-политические позиции Московского государства, в свою очередь затягивая войну со Швецией . Ядром такого мощного флота в период Северной войны предстояло стать трёхдечным линейным кораблям, вооружённым 80-96 орудиями; они имели не только большее, чем двухдечные корабли, количество пушек, но и имели существенно более тяжёлый бортовой залп, а также лучшую обитаемость экипажа (за счёт наличия дополнительной жилой и артиллерийской палубы).
Кораблестроительная программа, принятая царём Петром ещё в октябре-ноябре 1707 года, предусматривала включение в состав Балтийского флота трёх 80-пушечных линейных кораблей. В 1714—1716 годах эти три корабля были заложены, однако на самом раннем этапе постройки превратились в 90-96 пушечные корабли (их ранг был закреплён штатом флота от 31 октября 1717 года).
В 1716 году вместо трёх 74-пушечных и одного 64-пушечного кораблей, предусмотренных кораблестроительной программой 1715 года, были заложено сразу четыре корабля «вакантного» 80/88-пушечного ранга, в том числе и «Святой Пётр».
Закладка корабля на стапеле Санкт-Петербургского Адмиралтейства была осуществлена 15 (26) апреля 1716 года корабельным мастером Ричардом Козенцем. Строительство предполагалось завершить к осени 1717 года, но из-за занятости мастера (он одновременно строил ещё два других корабля) и нехватки плотников (в наличии было 86, а 530 недоставало) оно завершилось гораздо позже.
Ритуал спуска корабля на воду был произведён 5 (16) октября 1720 года. К Пасхе 1721 года на «Святом Петре» по сообщению капитана корабля Сиверса должны были быть завершены плотничьи работы, примерно в это же время он был оснащён рангоутом, вооружён и вошёл в состав Балтийского флота России.

## Описание конструкции
«Святой Пётр» являлся трёхпалубным линейным кораблём 80-пушечного ранга, с деревянным корпусом и одной (кормовой) надстройкой. Нёс полное парусное вооружение. 

### Кораблестроительные элементы
| Сравнение основных конструктивных характеристик с зарубежными аналогами, существовавшими или строящимися в период 1716-1720 годов | Сравнение основных конструктивных характеристик с зарубежными аналогами, существовавшими или строящимися в период 1716-1720 годов | Сравнение основных конструктивных характеристик с зарубежными аналогами, существовавшими или строящимися в период 1716-1720 годов | Сравнение основных конструктивных характеристик с зарубежными аналогами, существовавшими или строящимися в период 1716-1720 годов | Сравнение основных конструктивных характеристик с зарубежными аналогами, существовавшими или строящимися в период 1716-1720 годов |                    |                    |                    |                    |                    |
| Страна (регламент) | Страна (регламент) | Страна (регламент) | Страна (регламент) | Страна (регламент) | Страна (регламент) | Страна (регламент) | Страна (регламент) | Страна (регламент) | Страна (регламент) |
| | «Святой Пётр» | Великобритания (1706) | Великобритания (1719) | Франция (1689) |                    |                    |                    |                    |                    |
| Длина по килю для расчёта тоннажа                                                                                                 | 136 футов (41,5 м) или 138 футов (42,1 м)                                                                                         | 127 ф. 6 д. (38,9 м) | 128 ф. 2 д. (39,1 м) | 125’0' и 130’0'-130’6' |                    |                    |                    |                    |                    |
| Длина по палубе гондека от шпунта до шпунта                                                                                       | 160 футов (48,8 м) | 156 футов (47,5 м) | 158 футов (48,2 м) | 150’0' |                    |                    |                    |                    |                    |
| Ширина корабля с наружн. досками обшивки                                                                                          | 45 футов (13,7 м) (без обшивки)                                                                                                   | 43 ф. 6 д. (13,3 м) | 44 ф. 6 д. (13,6 м) | 41’6' |                    |                    |                    |                    |                    |
| Осадка корабля под ахтерштевнем (наибольшая)                                                                                      | 20 ф. 4 д. (6,2 м) | н/д | н/д | 23’0-23’6' |                    |                    |                    |                    |                    |
| Глубина интрюма | 18 ф. 8 д. (5,7 м) | 17 ф. 8 д. (5,4 м) | 18 ф. 2 д. (5,5 м) | 19’0' |                    |                    |                    |                    |                    |
| Дедвейт-тоннаж | н/д | 1283 длинных тонны (1303,5882 тонны)                                                                                              | 1350 длинных тонн (1371,663 тонны)                                                                                                | 1500. |                    |                    |                    |                    |                    |
| Количество и калибр вооружённых портов гондека                                                                                    | 13x30-фунт. | 13x24-фунт. | 13x32-фунт. | 13-14x 36-фунт. |                    |                    |                    |                    |                    |
| Количество и калибр вооружённых портов мидельдека                                                                                 | 13x18-фунт. | 13x12-фунт. (9 фут.) | 13x18-фунт. | 13-14x18-фунт. |                    |                    |                    |                    |                    |
| Экипаж | 600-650 (с солдатами до 800 человек)                                                                                              | 520 (360 в мирное время) | 520 (360 в мирное время) | 650 (500 в мирное время) |                    |                    |                    |                    |                    |
| --- | --- | --- | --- | --- | ------------------ | ------------------ | ------------------ | ------------------ | ------------------ |

### Артиллерия и вооружение
Вооружение корабля состояло из 80—88 гладкоствольных орудий «новой инвенции» с дульным заряжанием калибра от 6 до 30 фунтов. Фактическое вооружение корабля в каждую кампанию могло отличаться и определялось как мореходными качествами корабля так и наличием годных орудий в арсеналах флота. 88 пушками корабль вооружался в кампании 1723 и 1725 годов, такое же вооружение предполагалось назначить и в кампанию 1728 года. 
Схема размещения орудий была следующей (см. фото). На гондеке в 13 вооружённых портах побортно размещалось 26 30-фунтовых чугунных полупушек. На миддельдеке могли размещаться 24 чугунных кулеврины до 18-фунтовых включительно. Оба типа орудий предназначались для нанесения урона корпусу корабля, но второе применялось и для уничтожения рангоута. На опердеке, согласно «Положению воинским кораблям» 1724 года, должны были устанавливались более скорострельные 8-фунтовые чугунные или 12-фунтовые бронзовые пушки. На шканцах могли  устанавливаться 6-фунтовые пушки. Передние (14-е) порты гондека и опердека, а также передний (13-й) порт мидельдека постоянных орудий не имели, в случае надобности ведения огня в диаметральной плоскости в них по распространённой практике выдвигались орудия, расположенные в последующих портах.

## История службы
Начало службы корабля пришлось на завершающий этап Великой Северной войны. 21 июня (2 июля) 1721 года вместе с кораблями «Астрахань», «Фридемакер», «Святая Екатерина» и «Святой Александр» «Святой Пётр» находился к востоку от Кроншлота, в июле того же года в составе флота совершал манёвры у Красной Горки, находясь головным кораблём авангарда флота (эскадры белого флага), а затем в июле же ходил с той же эскадрой между Берёзовыми островами и Гаривалдаем, от северного побережья Финского залива к южному. На 6 декабря 1721 года с 22 другими линейными кораблями находился в гаванях при Кроншлоте.
После войны в июле 1723 года в составе эскадры кораблей Балтийского флота совершал плавания у Ревеля, замыкая кордебаталию флота, а также ходил в практические плавания в Финском заливе. В начале августа того же года стоял вместе с флотом при Кроншлоте, на корабле был поднят флаг шаутбенахта Томаса Сандерса. В следующем 1724 году выходил в плавания к Красной Горке в составе Кронштадтской эскадры, и также как и в предыдущем году принимал участие в практических плаваниях в Финском заливе.
С 1725 по 1727 год «Святой Пётр» находился в готовности в Кронштадтской гавани и согласно рапорту обер-сарваерской конторы, там же в феврале 1727 года находился в починке для участия в кампании 1727 года. В июне того же года вместе с несколькими другими находящимися в Кронштадте кораблями «Святой Пётр» был сорван со своих якорей штормом. В октябре того же года по осмотру кораблей кронштадтской эскадры членами обер-сарваервской конторы на «Святом Петре» были обнаружены «негодности», и корабль было велено чинить.
В кампанию 1728 года «Святой Пётр» был включён в состав Кронштадтской эскадры, однако после указа Верховного тайного совета от 9 (20) апреля 1728 года не вооружался, как и другие корабли эскадры. В течение всей кампании этого года в невооружённом состоянии находился в Кронштадтской гавани.
По именному указу Анны Иоанновны от 21 ноября (2 декабря) 1733 было велено осмотреть корабль на предмет его годности к службе в кампании 1734 года или хотя бы к постановке на рейд для парада. По осмотру оказалось что у «Святого Петра» и ряда других кораблей гнилы подводные части, которые на воде починить невозможно. В июне 1735 года корабль постоянно тёк сильнее прежнего (прирост воды в трюме вырос с 17—19 до 27 дюймов в сутки). Контора над портом опасалась его затопления в Военной гавани, поэтому рекомендовало перевести его в более мелкую Среднюю гавань. Что однако не было выполнено, так как там находились ещё неразломанные корабли.
В 1736 году была начата разборка «Святого Петра» в Средней гавани Кронштадта. Однако из-за недостатка служителей и отсутствия эллингов для разломки днищ ещё летом 1740 года остатки не разломанного днища корабля наравне с прочими лежали в месте разборки, ожидая дальнейшего затопления их напротив батарей и «прочих мест, где бы иногда неприятель со своим флотом приставать мог».

## Командиры корабля
В таблице приведены командиры линейного корабля «Святой Пётр» за всё время его службы в составе Российского императорского флота:
| Годы службы | Звание             | Имя и фамилия   | Комментарий | Прим.  |
| ----------- | ------------------ | --------------- | --- | ------ |
| 1721 год    | капитан-командор   | Томас Сандерс   | Англичанин на русской службе, первоначально принятый на службу в Амстердаме с чином капитан-командора. Командовал кораблём в плавании флота у Красной Горки. До этого также командовал отрядами кораблей российского флота в плаваниях по Балтийскому морю и Финскому заливу. После командования кораблём «Святой Пётр» в 1721 году был произведён в шаутбенахты, принимал участие в составлении штата «корабельной такелажии».       | [ 41 ] |
| 1723 год    | капитан 3-го ранга | Питер Трезель   | Командовал кораблём в составе эскадры Томаса Сандерса в плавании у Ревеля. До этого во время Северной войны командовал трофейным шведским капером, фрегатом «Лансдоу» и пинком «Принц Александр» в Балтийском море. После командования кораблём также командовал другими кораблями Балтийского флота и нёс службу в Астрахани. Закончил службу в звании капитана полковничьего ранга.                                                 | [ 42 ] |
| 1724 год    | шаутбенахт         | Томас Сандерс   | Вновь командовал кораблём в плавании кронштадтской эскадры у Красной Горки. Впоследствии командовал также кораблём «Нептунус», в 1727 году произведён в вице-адмиралы. С 17 (28) января 1730 года — командир Кронштадтского порта, с 26 января (6 февраля) 1732 года — член Воинской морской комиссии, а с 25 июля (5 августа) 1732 года — вице-адмирал от белого флага.                                                              | [ 41 ] |
| 1728 год    | капитан 1-го ранга | Карл фон Верден | Голландец на русской службе. Командовал кораблём, находившимся в течение всей кампании в Кронштадтской гавани. До этого командовал различными судами Балтийского флота, принимал участие в гидрографических работах в Балтийском и Каспийском морях, составил карту Каспия. Принимал участие в персидском походе и служил командиром Астраханского порта. После командования кораблём командовал другими кораблями Балтийского флота. | [ 43 ] |

### Комментарии
1. Также иллюстрирует схему расположения пушечных портов.
2. ↑  Также иллюстрирует схему расположения пушечных портов.
3. ↑  По классификации «Положения воинским кораблям» «Табели о рангах» 1723 года. См. подробнее.
4. ↑  Здесь и ниже указаны размеры в англ. футах и дюймах, кроме Франции, для которой размеры даны во французских королевских футах = 0,3248 м.
5. ↑  Из-за  отличия длины киля с аналогами по длине, можно предположить, что в источниках указана длина киля не до точки его подъёма от горизонтали, а до места соединения с конструкцией форштевня.
6. ↑  Для 
Франции длина указана между штевнями (что даёт ≈ 3 лишних фута длины).
7. ↑  Тоннаж указан в английских тоннах (1016,064 кг) для Великобритании и французских (979 кг) для Франции. Для обеих стран рассчитывался по традиционной системе обмера.
8. ↑  На практике 80-86-пушечный Magnifique 1692 года постройки имел 1560 т, а 84-пушечный Vainqueur 1600 т тоннажа[16].
9. ↑  Без учёта солдат.